# يوهانس بيتلر
يوهانس بيوتلر SJ (3 أكتوبر 1933 – 6 نوفمبر 2024) كان لاهوتيًا ألمانيًا وكاهن كاثوليكي. ركز على إنجيل يوحنا، حيث درّس في مدرسة سانكت جورجن العليا للفلسفة واللاهوت، والجامعة البابوية الغريغورية والمعهد البابوي للدراسات الكتابية.

## السيرة الذاتية
وُلد بيوتلر في هامبورغ في 3 أكتوبر 1933، وكان الثالث من بين أربعة أطفال لعائلة من المعلمين. بعد اجتيازه أبيتور في عام 1952، أصبح مرشحًا للكهنوت في أبرشية أوسنابروك ودرس الفلسفة في مدرسة سانكت جورجن العليا للفلسفة واللاهوت في فرانكفورت. انضم إلى جمعية يسوع كناسك في إيرينغرفيلد بالقرب من بادربورن في عام 1954. درس الفلسفة في مدرسة برشمانس في بوللاخ من 1956 إلى 1958، ثم عمل لمدة عامين كمدرس في ألويسيوس كوليج في باد غوديسبرغ. ثم درس اللاهوت في فرانكفورت من 1960 إلى 1964، حيث تم سيامته كاهنًا في كاتدرائية فرانكفورت على يد الأسقف كيمبف في عام 1963. تدرب في الشؤون اليسوعية في ويبلون، بلجيكا، وأكمل دراساته في روما من 1965 إلى 1971، وحصل على درجة الدكتوراه في فرانكفورت في عام 1972.
درّس بيوتلر اللاهوت في سانكت جورجن، وركز على لاهوت العهد الجديد واللاهوت الأساسي. تم تعيينه أستاذًا للعهد الجديد في عام 1974. خدم كعميد في المعهد مرتين، من 1978 إلى 1982 ومن 1992 إلى 1996. كما درّس كأستاذ زائر، بما في ذلك في بوليفيا وكولومبيا والمكسيك ونيجيريا.
كان بيوتلر عضوًا في اللجنة الكتابية البابوية في روما من 1993 إلى 2001. تم تعيينه نائب عميد الجامعة البابوية الغريغورية في روما في عام 1998، ودرّس كأستاذ في المعهد البابوي للدراسات الكتابية من 2001 إلى 2007. تخصص في إنجيل يوحنا ورسائل يوحنا.
بصفته أستاذًا فخريًا، عاد بيوتلر إلى فرانكفورت حيث ركز على الكتابة والأعمال الرعوية. كان كاهنًا لمنظمة الشبيبة يونغبوند نودويتشلاند ووقع على المذكرة "كنيسة 2011: انطلاق ضروري". ساعدته معرفته بعدة لغات في خدمة الجماعات الناطقة بلغات أجنبية في فرانكفورت. كما كان كاهنًا للمسجونين في أوبوس سبيريتوس سانكت في كونيغشتاين-مامولشين وفي التعليم الداخلي لليسوعيين. انتقل إلى بيت بيتر فابر في برلين-كلادو في عام 2023.
توفي بيوتلر هناك في 6 نوفمبر 2024، عن عمر يناهز 91 عامًا.

## المنشورات
رسالة الدكتوراه
- بيوتلر، يوهانس (1972). الشهادة: دراسات تاريخية حول موضوع الشهادة في إنجيل يوحنا. فرانكفورت على الماين: J. Knecht. ISBN:978-3-7820-0253-0. OCLC:896517116.

باللغة الألمانية
- بيوتلر, يوهانس (1998). دراسات حول الكتابات اليوحانية (بالألمانية). شتوتغارت: Verl. Kath. Bibelwerk. ISBN:978-3-460-06251-1.
- —— (2012). دراسات جديدة حول الكتابات اليوحانية: = New studies on the Johannine writings (بالألمانية). غوتينغن: V & R Unipress, Bonn Univ. Press. ISBN:978-3-89971-921-5.
- —— (2013). إنجيل يوحنا (بالألمانية). فرايبورغ بازل فيينا: هيردر. ISBN:978-3-451-30779-9.
- —— (2000). العهد الجديد في ريغنسبورغ. 16: رسائل يوحنا / ترجم وشرح بواسطة يوهانس بيوتلر (بالألمانية). ريغنسبورغ: بوستيت. ISBN:978-3-7917-1657-2.
- —— (2023). SBAB NT 75 الحياة بالكامل (بالألمانية). شتوتغارت: Kbw Bibelwerk. ISBN:978-3-460-06751-6.
- Beutler, Johannes; Morales, Xavier; Schlegel, Jean-Louis (2023). L'Évangile de Jean: commentaire (بالفرنسية). Bruxelles Paris: Éditions jésuites. ISBN:978-2-494374-11-9.

- Beutler، Johannes (2017). A Commentary on the Gospel of John. Grand Rapids, Michigan: Wm. B. Eerdmans Publishing. ISBN:978-0-8028-7336-1.[6][10]
- —— (2023). Letters of John. Translated and Interpreted. Rome: Gregorian & Biblical press. ISBN:979-12-5986-026-2.

## قراءة إضافية
- إسرائيل وتقاليد الخلاص في إنجيل يوحنا, تكريماً ليوحنا بويتلر SJ بمناسبة عيد ميلاده السبعين، تحرير ميشائيل لاباهن (de)، كلاوس شولتيسيك (de) وأنجيليكا ستروتمان (de). شونينغ، بادربورن 2004، (ردمك 978-3-506-77917-5).

### نعي
- وشرpfennig, أنسغار (12 Nov 2024). "نعي الأب يوحنا بويتلر SJ". سانكت جورجن (بالألمانية). Archived from the original on 2024-11-13. Retrieved 2024-11-12.

## روابط خارجية
- سانكت جورجن: البروفيسور المتقاعد، د. ثيولوجيا، رخصة في الدراسات الكتابية يوحنا بويتلر SJ